# Ustrój polityczny Czarnogóry
Czarnogóra jest demokracją parlamentarną, w której prezydent jest wybierany w wyborach powszechnych. Ustrój polityczny państwa reguluje konstytucja z 2007 roku. Kraj jest niepodległy od 3 czerwca 2006 roku.

## Konstytucja
Zgromadzenie Czarnogóry uchwaliło konstytucję 19 października 2007 roku po ponad rocznych pracach. Dnia 22 października prezydent podpisał akt konstytucji który obowiązuje w miejsce używanej przez pierwszy rok istnienia państwa konstytucji Jugosławii z 1992 roku.
Według konstytucji kraj jest demokratyczny, obywatelski i ekologiczny.

## Władza
Obecnie w skład rządu Czarnogóry (Vlada Crne Gore) wchodzą: premier, wicepremier oraz ministrowie. Premierem i szefem rządu Czarnogóry jest Igor Lukšić. Rządzące stronnictwo to tkwiąca korzeniami w dawnej partii komunistycznej Demokratyczna Partia Socjalistów Czarnogóry (Demokratska Partija Socialista Crna Gore), która pod koniec l. 90 zmieniła orientację z proserbskiej na niepodległościową. Największą siłą opozycyjną jest Ruch dla Zmian (Pokret za Promjene) - ugrupowanie liberalnej centroprawicy, powstałe po ogłoszeniu niepodległości w 2006 r. z przekształcenia istniejącej wcześniej proniepodległościowej, ale zarazem niechętnej postkomunistom organizacji skupiającej uczonych, ekonomistów, intelektualistów i polityków - Grupy dla Zmian (Grupa za Promjene). Istnieją także partie mniejszości narodowych - serbskiej, albańskiej i bośniackiej, ugrupowania wyrosłe ze sprzeciwiającego się czarnogórskiej niepodległości ruchu unionistycznego oraz marginalna dziś (dysponuje jednym mandatem w parlamencie) Liberalna Partia Czarnogóry (Liberalna Partija Crne Gore), będąca pozostałością po Liberalnym Związku Czarnogóry (Liberalni Savez Crne Gore) – antykomunistycznej, proniepodległościowej i sprzeciwiającej się wojnie bałkańskiej formacji założonej przez grupę dysydentów w 1990 r. i istniejącej do 2005 r.

### Parlament
Zgromadzenie Czarnogóry (Skupština Crne Gore) uchwala wszystkie ustawy, ratyfikuje umowy międzynarodowe, mianuje premiera, ministrów oraz sędziów wszystkich sądów, zatwierdza budżet i wykonuje wszystkie inne zadania ustalone przez konstytucję. Parlament może udzielić wotum nieufności rządowi większością głosów. Każdy poseł jest wybierany ponad 6 tysiącami głosów; od osiągnięcia tego wyniku zależy liczba posłów w parlamencie Czarnogóry (aktualnie zgromadzenie liczy 78 posłów, natomiast poprzednie liczyło 71). Obecnie przewodniczącym parlamentu jest Darko Pajović.

### Prezydent
Prezydent Czarnogóry (Predsjednik Crne Gore) jest wybierany na okres pięciu lat w bezpośrednich i tajnych wyborach. Obecnym prezydentem jest Milo Đukanović z Demokratycznej Partii Socjalistów m Czarnogóry. Prezydent:
- reprezentuje Czarnogórę w kraju i zagranicą,
- ogłasza ustawy,
- ma prawo inicjatywy ustawodawczej,
- ogłasza wybory parlamentarne,
- przedstawia parlamentowi kandydata na premiera, a także kandydatów na prezesa i sędziów trybunału konstytucyjnego,
- proponuje teren referendum,
- ułaskawia więźniów,
- rozpoczyna i kończy wojnę.

## Podział administracyjny
Czarnogóra dzieli się na 21 gmin (czarn. општина / opština). Gmina Podgorica podzielona jest dodatkowo na dwie gminy miejskie (градска општина / gradska opština). (burmistrzowie i procent narodowości w stanie na rok 2009, styczeń)
- Andrijevica (Burmistrz: Veselin Bakić - Ludowa Socjalistyczna Partia Czarnogóry) 
  - Serbowie - 69,61%
  - Czarnogórcy - 25,13%
- Bar (Burmistrz: Žarko Pavićević - Demokratyczna Socjalistyczna Partia Czarnogóry)
  - Czarnogórcy - 47,25%
  - Serbowie - 27,68%
- Berane (Burmistrz: Vuka Golubović - Demokratyczna Socjalistyczna Partia Czarnogóry)
  - Serbowie - 46,50%
  - Czarnogórcy - 25,52%
- Bijelo Polje (Burmistrz: Tarzan Milošević - Demokratyczna Socjalistyczna Partia Czarnogóry)
  - Serbowie - 36,31%
  - Bośniacy -25,22%
- Budva (Burmistrz: Rajko Kuljača - Demokratyczna Socjalistyczna Partia Czarnogóry)
  - Czarnogórcy - 45,56%
  - Serbowie - 40,45%
- Cetynia (Burmistrz: Milovan Janković - Demokratyczna Socjalistyczna Partia Czarnogóry)
  - Czarnogórcy - 90,57%
  - Serbowie - 4,62%
- Danilovgrad (Burmistrz: Branislav Đuranović - Demokratyczna Socjalistyczna Partia Czarnogóry)
  - Czarnogórcy - 67,84%
  - Serbowie - 25,51%
- Herceg Novi (Burmistrz: Dejan Mandić - Ludowa Socjalistyczna Partia Czarnogóry)
  - Serbowie - 52,45%
  - Czarnogórcy - 28,41%
- Kolašin (Burmistrz: Mileta Bulatović - Ludowa Socjalistyczna Partia Czarnogóry)
  - Czarnogórcy - 50,65%
  - Serbowie - 44,77%
- Kotor (Burmistrz: Marija Ćatović - Demokratyczna Socjalistyczna Partia Czarnogóry)
  - Czarnogórcy - 46,81%
  - Serbowie - 30,91%
- Mojkovac (Burmistrz: Miladin Mitrović - Demokratyczna Socjalistyczna Partia Czarnogóry)
  - Czarnogórcy - 54,77%
  - Serbowie - 41,12%
- Nikšić (Burmistrz: Nebojša Radojičić - Demokratyczna Socjalistyczna Partia Czarnogóry)
  - Czarnogórcy - 62,63%
  - Serbowie - 26,74%
- Plav (Burmistrz: Skender Šarkinović - Demokratyczna Socjalistyczna Partia Czarnogóry)
  - Bośniacy - 72,78%
  - Albańczycy - 9,04%
- Plužine (Burmistrz: Mijuško Bajagić - Ludowa Socjalistyczna Partia Czarnogóry)
  - Czarnogórcy - 60,51%
  - Serbowie - 32,61%
- Pljevlja (Burmistrz: Filip Vuković - Demokratyczna Socjalistyczna Partia Czarnogóry)
  - Serbowie - 59,52%
  - Czarnogórcy - 20,99%
- Podgorica (Burmistrz: Miomir Mugoša - Demokratyczna Socjalistyczna Partia Czarnogóry)
  - Czarnogórcy - 56,96%
  - Serbowie - 26,26%
- Rožaje (Burmistrz: Nusret Kalač - bezpartyjny)
  - Bośniacy - 72,09%
  - Muzułmanie jako "naród" - 6,65%
- Šavnik (Burmistrz: Velimir Perišić - Demokratyczna Socjalistyczna Partia Czarnogóry)
  - Serbowie - 47,44%
  - Czarnogórcy - 46,83%
- Tivat (Burmistrz: Dragan Kankaraš - Demokratyczna Socjalistyczna Partia Czarnogóry)
  - Serbowie - 35,1%
  - Czarnogórcy - 29,49%
- Ulcinj (Burmistrz: Gzim Hajdinaga - Demokratyczna Unia Albańczyków)
  - Albańczycy - 72,14%
  - Czarnogórcy  - 11,93%
- Žabljak (Burmistrz: Isailo Šljivančanin - Demokratyczna Socjalistyczna Partia Czarnogóry)
  - Serbowie - 50,26%
  - Czarnogórcy - 43,03%

## Symbole narodowe
Nowa, oficjalna flaga Czarnogóry została przyjęta 12 lipca 2004 roku przez czarnogórskich prawodawców. Nowa flaga powstała na kanwie osobistego sztandaru króla Czarnogóry Mikołaja I. Był on czerwony, miał złote obramowanie, złotą farbę na ramionach krzyża oraz inicjały „HI” napisane cyrylicą (odpowiadające „NI” w alfabecie łacińskim) reprezentujące króla Mikołaja (Nikolę) I. Te inicjały zostały pominięte na współczesnej fladze. 
Świętem narodowym w Czarnogórze jest dzień 12 lipca, upamiętniający kongres berliński z 1878 roku, podczas którego uznano Czarnogórę za dwudzieste siódme niepodległe państwo na świecie. Również tego dnia, w roku 1941, w Czarnogórze, rozpoczęto pierwsze, powszechne, europejskie powstanie przeciwko państwom osi.
Oficjalnym hymnem Czarnogóry podczas panowania Mikołaja I była pieśń Ubavoj nam Crnoj Gori (Do naszej, pięknej Czarnogóry). Muzykę do niego skomponował syn króla  ks. Mirko Czarnogórski (1879–1918), ojciec ostatniego tytularnego króla, Michała. Popularnym czarnogórskim hymnem jest napisana przez króla Mikołaja I w latach sześćdziesiątych XIX wieku pieśń „Onamo, 'namo!”.